# Herpetofauna
Als Herpetofauna wird die Gesamtheit aller Amphibien- und Reptilienarten einer Region bezeichnet. Der Begriff geht zurück auf griechisch ἕρπειν herpein „kriechen, schleichen“ und dem davon abgeleiteten ἕρπετον herpeton „Reptil“ – wobei ursprünglich alle wechselwarmen Landwirbeltiere, also sowohl Reptilien als auch Amphibien, mit diesem Begriff bezeichnet wurden.